# District de Langogne
Le district de Langogne est une ancienne division territoriale française du département de la Lozère de 1790 à 1795.
Il était composé des cantons de Langogne, Auroux, Châteauneuf et Grandrieu.